# Отношения США и Экваториальной Гвинеи
Отношения Экваториальной Гвинеей и Соединённых Штатов Америки касаются дипломатических отношений между Республикой Экваториальная Гвинея и США, которые были установлены в 1968 году, после обретения Республикой Экваториальная Гвинея независимости от Испании, при президенте Линдоне Б. Джонсоне в США. США и Франсиско Масиас Нгема во вновь созданной Экваториальной Гвинее.

## История
Отношения между двумя странами установили США, когда президент Соединенных Штатов Линдон Б. Джонсон сообщил, что его посол в Того Альберт В. Шерер будет исполнять обязанности посла также и в Экваториальной Гвинее 28 октября 1968 года. В следующем году, 1 августа 1969 года, посольство Соединенных Штатов будет открыто в Санта-Исабель (современный Малабо) с Альбертом Н. Уильямсом в качестве лица, отвечающего за внутренние дела.
С тех пор было два долгих периода, когда посольство США в Экваториальной Гвинее было приостановлено. Первый из них был с 1970 по 1981 год. В течение этого времени посольство США в Камеруне также использовалось в качестве посольства Экваториальной Гвинеи, за исключением периода с 14 марта 1976 года по 19 декабря 1979 года, когда двусторонние отношения были приостановлены в знак протеста против захвата власти диктатором Масиаса Нгемы, после чего американские дипломаты были объявлены персонами нон грата в Экваториальной Гвинее. Отношения были восстановлены послом Мэйблом Мерфи Смайтом после смены правительства, произошедшей в Экваториальной Гвинее после переворота свободы . 11 июня 1981 года посольство США в Малабо было вновь открыто, и Джоанн Томпсон возглавила внутренние дела.
Второй период — с 1995 по 2006 года. Закрытие посольства США в Малабо в 1995 году совпало с открытием американскими компаниями месторождений нефти и газа. Посольство было закрыто, чтобы не создавать имиджа поддержки репрессий в африканской стране режимом Теодоро Обианга, официальные лица США в Яунде сохраняли общий контакт с правительством, под руководством Обианга. В 1996 году американская многонациональная компания Mobil начала добычу нефти в стране, оставив режиму Обианга много денег.
В 2003 году посол Джордж Стейплс вновь открыл посольство в Малабо в новом низкопрофильном здании. В 2005 году посольство США было переведено в более подходящее здание в районе Параисо. Посол США Дональд Дж. Джонсон вручил свои верительные грамоты 23 ноября 2006 года, став первым послом-резидентом за более чем десять лет, увидев в этом восстановление нормальных отношений между двумя странами.
Здание в Параисо служило посольством США, пока в 2013 году не открылось новое здание посольства в Малабо II. В настоящее время послом является Сьюзан Н. Стивенсон, вступившая в должность 1 марта 2019 года.

## Двусторонние отношения
Двусторонние отношения между двумя странами сосредоточены, прежде всего, на инвестициях США в Экваториальную Гвинею для получения сырья, а также на изучении и мониторинге прав человека, торговли людьми, свободы вероисповедания и усыновления в африканской стране.
Соединённые Штаты Америки в течение некоторого времени были крупнейшим инвестором в Экваториальной Гвинее, что было очень важно для страны, поскольку позволило ей значительно улучшить свой ВВП . Чтобы продолжить эти хорошие отношения, правительство Теодоро Обианга предоставило американцам возможности для передвижения по стране, такие как освобождение от виз для американских граждан, будучи единственной страной с такой привилегией для своих граждан в Экваториальной Гвинее.
Видя растущие связи между американскими компаниями и Экваториальной Гвинеей, агентство правительства США по поощрению иностранных инвестиций, Корпорация зарубежных частных инвестиций(OPIC), заключило крупнейшую сделку в странах Африки к югу от Сахары по крупному американскому проекту в Экваториальной Гвинее . У Агентства США по международному развитию нет программ или инициатив, связанных с Экваториальной Гвинеей, и Корпус мира не присутствует. Базирующиеся в США неправительственные организации и другие донорские группы очень мало участвуют в жизни страны, что часто воспринимается как признак развития страны.

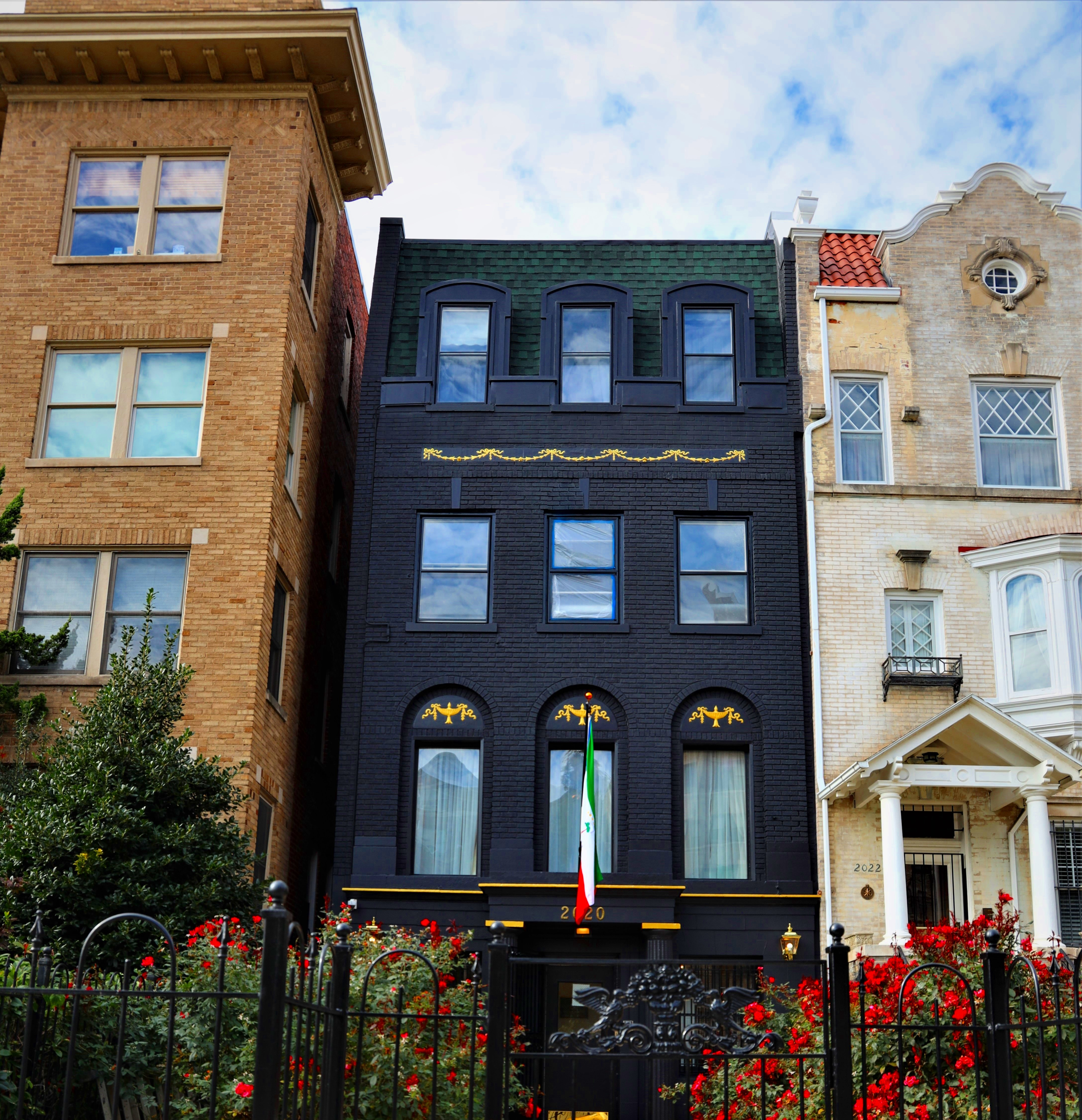
Посольство Экваториальной Гвинеи в Вашингтоне, округ Колумбия, США

Вопросы наибольшей конфронтации между двумя странами возникли в середине 2000-х годов, когда официальные лица США представили крайне неблагоприятные отчеты по Экваториальной Гвинее с точки зрения изучения прав, как фундаментальных, так и трудовых. Наконец, было достигнуто конструктивное соглашение об улучшении прав в Экваториальной Гвинее. С тех пор в африканской стране пропагандируется активное гражданское общество, а жители Экваториальной Гвинеи посещают Соединённые Штаты в рамках программ, спонсируемых правительством США, американскими нефтяными компаниями и учебными заведениями. Фонд самопомощи посла ежегодно финансирует ряд небольших проектов, таких как реконструкция общественного центра Батете.